# François Philibert Bertrand Nompar de Caumont
Pour les autres membres de la famille, voir Famille de Caumont.
François Philibert Bertrand Nompar de Caumont, 10e duc de La Force (19 novembre 1772 à Paris - 28 mars 1854 à Paris), est un militaire et homme politique français des XVIIIe et XIXe siècles.

## Biographie
François Philibert Bertrand, comte Caumont, était « propriétaire, et colonel de la garde nationale à cheval de Paris ».
Il fut élu député par le département de Tarn-et-Garonne, le 22 août 1815, et siégea dans la majorité ultraroyaliste. Il proposa d'accorder le cumul des pensions aux blessés des armées royales, et exprima « combien il était touché des sentiments qui animent les habitants de l'Ouest ». Combattant, à propos des impôts indirects, le projet de budget du ministère, il déclara que ce projet « mettrait le comble aux maux de la France » et réclama des économies sur « l'état-major de l'armée vexante » (agents des contributions indirectes).
Réélu député à la Chambre du 4 octobre 1816, il siégea au côté droit, et parla, dans cette nouvelle législature, sur le projet de loi relatif aux élections. Il se prononça  pour l'élection à deux degrés, soutint que la représentation ne doit être composée que de propriétaires, que tout citoyen payant 300 francs de contributions n'était pas électeur par ce seul fait, et qu'il fallait, pour lui mériter ce droit, une élection primitive. Il vota pour le rejet pur et simple du projet.
Dans le débat sur le budget, il appuya l'emprunt, s'éleva contre le crédit en rentes, contre l'aliénation des biens du clergé et demanda des économies.
En 1817-1818, sur le projet relatif au recrutement, il se déclara favorable au système des engagés volontaires : « Les hommes engagés », dit-il, « inspirent autant de confiance que ceux qu'appellent un recrutement forcé. » Il appuya l'exemption des frères de la doctrine chrétienne.
Le comte de Caumont-Laforce fit encore partie, toujours comme l'élu du département de Tarn-et-Garonne, de la Chambre du 6 mars 1824, et continua de voter avec la droite.
À la mort de son frère aîné, Louis-Joseph Nompar de Caumont (1768-1838), il lui succéda dans son titre de duc de La Force. 
Plus tard (7 mars 1839), le duc de La Force accepta du gouvernement de Louis-Philippe Ier la dignité de pair de France (7 mars 1839) qu'il ne perdit qu'à la révolution de février 1848.

## Généalogie
Il est le fils de Bertrand Nompar de Caumont, marquis de la Force, et d'Adélaïde de Galard de Brassac de Béarn, le jeune frère de la comtesse de Balbi (1758-1842).  
Le 30 avril 1788,  il épouse Marie Constance de Lamoignon, fille de Chrétien François de Lamoignon, marquis de Basville, lors garde des Sceaux, et Marie-Élisabeth Berryer.  De ce mariage célébré en la chapelle de l'hôtel de Lamoignon à Paris par Mgr de la Luzerne, évêque de Langres, naissent : 
- François Édouard (1795-1832);
- Constance Madeleine Louise (1802-1869) qui épouse 1° en 1823, Joseph Marie de Guilhem, comte de Clermont-Lodève; 2° le 5 juin 1827, à Paris, Adélaïde Édouard Lelièvre de la Grange[2] ;
- Marie Élisabeth (1802-1877) ;
- Auguste Luc (1803-1882) qui épouse, le 22 avril 1833, Edmée Charlotte Antonine Vischer de Celles, dont postérité.

## Titres
- Duc de La Force (22 octobre 1839) (titre non héréditaire);
- Pair de France (7 mars 1839).

## Distinctions
- Officier de la Légion d'honneur (19 mai 1821[3])
- Chevalier de Saint-Louis